# 丸和

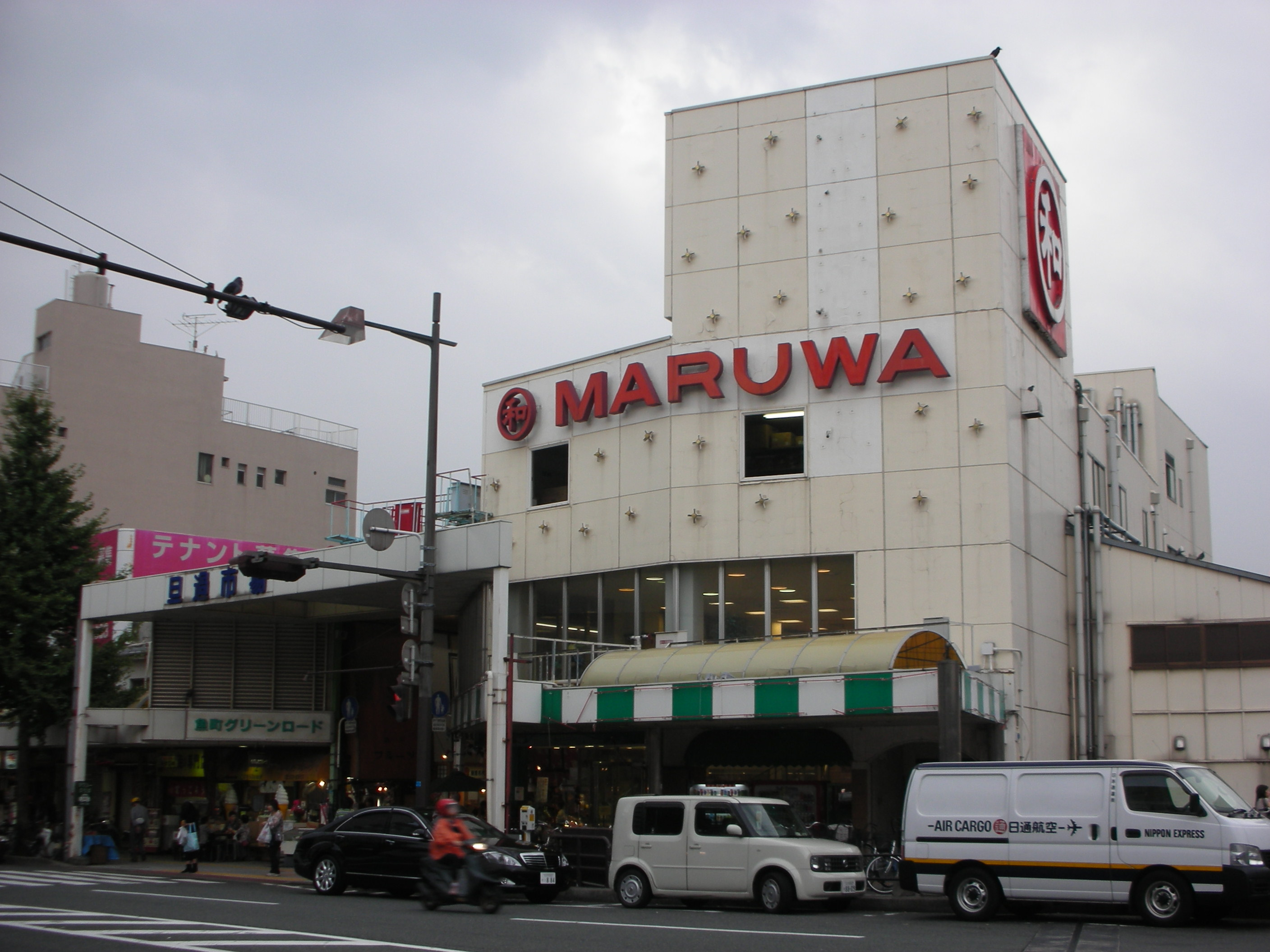
丸和小倉店（現・ゆめマート小倉）。2008年10月撮影。
（北九州市小倉北区魚町・旦過市場入口）

丸和（まるわ、Maruwa Co., Ltd.）は、かつて存在した福岡県・山口県で展開する食品スーパーマーケットチェーン。
2011年4月30日までは、福岡県北九州市小倉北区に存在した同名の企業（株式会社丸和）が事業を行っていた。
同年5月1日をもって、広島県に本社のある同業の「ユアーズ」に吸収合併され以後は同社の一ブランドとして存続していたが、2019年3月1日に同じイズミグループに属する「スーパー大栄」（同日付で「ゆめマート北九州」に商号変更）が旧丸和店舗を承継し、全店がイズミグループの食品スーパーブランド「ゆめマート」に改称した為に店舗ブランドとしても消滅した。

## 概要
株式会社丸和は福岡県北部・山口県西部を中心に長崎県対馬市、大分県北部などに店舗を展開していた。山口県の店舗の大半は、下関市に本拠を置いていたスーパー「丸富」の店舗を譲受したもの。日本で初めてスーパーマーケットのシステムを導入した企業でもあり、スーパーマーケットとして初の24時間営業を開始するなど、先駆的な取り組みを行ってきた企業でもある。
スーパーマーケットの「丸和」の他、高級マーケット形態の「ラ・パレット」などの店舗ブランドを用いてチェーン展開を図っていた。2007年、創業60周年を機にロゴマークを一新した。
不況の煽りを受けて経営難に陥り、広島地場のスーパーマーケット「ユアーズ」の傘下に入った。同じく北九州に本社を置き、スーパーマーケット「アパンダ」を経営していた石原商事も丸和と同じく2007年にユアーズの傘下となり、九州のアパンダの店舗は丸和に譲渡され、店舗ブランドを「丸和」に転換させるなど、経営再建を目指していたが、二期連続で営業損失を計上するなど好転の兆しがなかなか見えない状況となっていた他、親会社のユアーズも経営難に陥った為、2010年6月30日にユアーズと共同で事業再生ADR手続の申請を行い、抜本的な事業再生に着手した。
事業再生計画では両者の管理コストの削減を目指し、2011年5月1日にユアーズが丸和を吸収合併し、既存店舗の改装や不採算店舗の閉鎖などのリストラを推進することとしている。合併後は法人名義としての「丸和」は消滅したものの、ユアーズによる店舗ブランドの一つとして存続した。
事業再生計画に基づく不採算店舗の閉鎖にあたっては2009年11月 - 2011年1月の間に旧・アパンダ及び旧・丸富の店舗を中心に21店舗の閉鎖方針を発表。閉鎖店舗は北九州市7店舗、筑豊地区（飯塚市・田川市・田川郡）5店舗、山口県長門市4店舗など、建物の老朽化したエリア内の小規模店舗を建て続けに閉鎖するなどドミナント戦略の大幅な見直しを進めた。
法人としての丸和はユアーズに吸収されたが、ユアーズが業績悪化により2015年にイズミの傘下となった。これに伴いシジシージャパンから離脱してニチリウグループの一員となっている。さらにイズミグループ間のエリア調整の観点から、2019年3月には丸和を含むユアーズの福岡県・山口県内の店舗をイズミ傘下となっていた福岡地場のスーパー大栄に移管しし「ゆめマート」ブランドに転換（同社は事業譲受と同時にゆめマート北九州に改名）。これにより「丸和」ブランドも消滅した。なお、アパンダから承継した店舗はスーパー大栄（ゆめマート北九州）への事業譲渡前に全て閉店している。
丸和は長年、子会社を通じ「小僧寿しチェーン」の福岡県・山口県におけるフランチャイジーとなっていたが、2007年8月末に小僧寿しチェーンとのフランチャイズ契約を解消。小僧寿しのブランドである「sushi花館」名義で展開していた店舗を、丸和本体による新ブランド「寿司本舗 季咲楽」（すしほんぽ きさら）名義の店舗へ全店変更し、小僧寿し時代に得たノウハウを以って促進を進めた（メニューなどは殆ど変更されていない）。丸和本体の経営再建に伴い、「季咲楽」事業については佐賀市に本社を置くららら社に1,700万円余りで売却（負債は引き継がず）。本業への事業集約を明確にした。なお「寿司本舗 季咲楽」は山口県内の5店舗のみ残存している。
ゆめマート小倉（旧・丸和小倉店）は丸和の1号店であり丸和ロゴの電飾が特徴的であったが、電飾については隣接する旦過市場の改修工事の計画があることから、当分の間は撤去を見送ると報道されており、ゆめマートと名称変更した後も看板電飾は「MARUWA」のままである。

## 沿革
1946年4月、吉田日出男が実弟や知人らと共に旦過市場内に開いた店舗がルーツである。旦過市場は第二次世界大戦中に強制疎開を受けて空き地となっていたが、その跡地に私設市場を復興させた中心人物が吉田であり、吉田の店舗（瀬岡によれば「丸和物産」）は120坪という当時は大型の店舗面積を持つ市場の中心店舗であった。翌1947年に株式会社化し株式会社丸和設立。「丸和」は単一経営による市場形式の大型食料品店（この様な業態は当時の九州地方でよく見られた）であったと言い、1954年時点で年間2億6000万円の売り上げがあったという。しかし八幡製鉄や門司鉄道管理局など大企業の購買会（福利厚生部門の会員制売店）の安売り攻勢や、井筒屋や玉屋など品揃えの豊富な百貨店の集客力を脅威としていたという。
1955年頃、吉田は日本ナショナル金銭登録機株式会社（現在の日本NCR）企画宣伝課長の長戸毅と出会う。長戸らは米国の近代小売業経営運動に基づいて日本の小売業近代化に取り組んでいた人物で、1953年11月には東京・青山で紀ノ国屋のセルフサービス店開業（セルフサービス方式の食料品店という意味で、日本初のスーパーマーケットともされる）に関わっており、北九州地区には八幡製鉄購買会（後のスピナ、現在は西鉄ストアの店舗ブランド）のセルフサービス化の指導に訪れていた。吉田は長戸の説明するセルフサービス方式が自己の関心事や価値観に合致することに触発され、自己の店舗のセルフサービス化を決断。1956年3月10日にセルフサービス方式の大型総合食料品店「丸和フードセンター」（まるわフードセンター）を開店する。紀ノ国屋が開業当初は小規模（40坪）で青果のみを取り扱う店舗で価格帯も高級志向であったことなどから、「セルフサービス」「大型総合食料品店」「低価格大量販売」の要素を兼ね備えた「丸和フードセンター」が「日本のスーパーマーケット第一号」とされることもある。当初は伸び悩み一時はセルフサービスの断念を日本NCRに伝えるに至ったが、その後商品の包装から店舗レイアウトに至るまで問題解決を重ね、年末2日間で700万円余という驚異的な売り上げを記録した。
1957年1月、吉田は公開経営指導協会の喜多村実に請われ、「全国小売業経営者会議」で自らの成功体験を語った。生活協同組合の成長を脅威と感じていた小売業者から、セルフサービス方式・総合採算制によるスーパーマーケット経営が注目されることとなった。吉田は公開経営指導協会や日本NCRとともに全国でスーパーマーケットを設立する「主婦の店」運動を牽引することになった。同年7月には丸和フードセンター別館を「主婦の店」3号店（主婦の店小倉店）として開業させている。ただし急速な拡大を見せた「主婦の店」運動は方針をめぐって分裂し、翌1958年に吉田日出男は新たにボランタリー・チェーン「主婦の店スーパーマーケット全国チェーン」（シンボルマークから「風車系」と呼ばれる）を設立し、コンサルタント的な役割を果たした。「風車系」主婦の店チェーンは1970年代以後急速に衰退し、1996年の吉田の死後、1998年に解散するが、1950年代の日本のスーパーマーケットの発展に重要な役割を果たした一人と評価される。

### 年表
- 1946年（昭和21年） - 小倉合同物産（こくらごうどうぶっさん）として創業[1][注釈 1]。
- 1947年（昭和22年）5月30日 - 資本金19.5万円で株式会社丸和を設立[2][注釈 2]。
- 1956年（昭和31年）3月10日 - セルフサービス方式を導入した「丸和フードセンター」開店。「日本のスーパーマーケット第一号」とも評される。
- 1979年（昭和54年）
  - 11月 - シジシージャパンに加盟[1]。
  - 小倉店にてスーパーマーケット初の24時間営業を実施。
- 1990年（平成2年） - 福岡証券取引所に上場。
- 2005年（平成17年） - 同業のユアーズ（広島県）の子会社となる。
- 2007年（平成19年）
  - 新しいロゴマークを導入。
  - 2月 - アパンダの再建に着手。
  - 8月31日 - 小僧寿しチェーンとのフランチャイズ契約を解消。
  - 9月1日 - 旧小僧寿し店舗を「寿司本舗 季咲楽」に変更。
- 2008年（平成20年）5月1日 - アパンダの福岡県内13店舗を完全譲り受け。
- 2010年（平成22年）
  - 6月30日 - 親会社のユアーズと共に事業再生ADRを申請し経営再生に着手開始。
  - 10月22日 - 全債権者が同意、ADR手続終了[22]。
- 2011年（平成23年）5月1日 - ユアーズに吸収合併し、会社解散。
- 2019年（平成31年）3月1日 - 丸和ブランドの全店舗をユアーズからゆめマート北九州（スーパー大栄から同日商号変更）が承継[4]。全店「ゆめマート」に改称し、丸和ブランドは終了。

### かつてあった店舗

#### 福岡県
- 井堀店（北九州市小倉北区[1]、1978年（昭和53年）8月開店[1]、店舗面積954m²[1]）
- 黄金店（北九州市小倉北区[1]、1981年（昭和56年）7月開店[1]、店舗面積493m²[1]）
- 小倉駅店（北九州市小倉北区[1]、1982年（昭和57年）6月開店[1]、店舗面積718m²[1]）
- 湯川店（北九州市小倉南区[1]、1983年（昭和58年）2月開店[1]、店舗面積489m²[1]）
- エムマート曽根店（北九州市小倉南区[1]、1985年（昭和60年）1月開店[1]、店舗面積1,356m²[1]）
- 西八幡店（北九州市八幡西区[1]、1978年（昭和53年）4月開店[1]、店舗面積996m²[1]）
- 南八幡店（北九州市八幡西区[1]、1979年（昭和54年）5月開店[1]、店舗面積856m²[1]）
- 折尾店（北九州市八幡西区[1]、1984年（昭和59年）9月開店[1]、店舗面積2,066m²[1]）
- 中原店（北九州市戸畑区[1]、1982年（昭和57年）2月開店[1]、店舗面積498m²[1]）
- 天神店（北九州市戸畑区[1]、1983年（昭和58年）4月開店[1]、店舗面積499m²[1]）
- 若松明治町店（北九州市若松区[1]、1986年（昭和60年）5月開店[1]、店舗面積403m²[1]）

#### 山口県
- 徳山店（徳山市銀南街[1]、1966年（昭和41年）6月開店[1]、店舗面積1,646m²[1]） - 商店街である銀南街の地下にあり、通りの地下に作られたため東西に細長い売り場が特徴的な店舗だった。閉店後はスーパー銀南となるも閉店し空き店舗となっている。
- 宇部店（宇部市北琴芝[1]、1974年（昭和49年）12月開店[1]、店舗面積2,800m²[1]）
- 下松店（下松市大字西豊井[1]、1975年（昭和50年）6月開店[1]、店舗面積3,615m²[1]）
- 長府店（下関市長府前[1]、1979年（昭和54年）5月開店[1]、店舗面積1,040m²[1]）
- エムマート長府店（下関市長府[1]、1985年（昭和60年）1月開店[1]、店舗面積299m²[1]）
- 小郡店（吉敷郡小郡町大字上郷[1]、1987年（昭和62年）11月開店[1]、店舗面積403m²[1]） - 跡地はスーパーマリン小郡店を経て、現：ウェスタまるき小郡店。
- 特牛店（下関市豊北町神田特牛、2016年(平成28年) 4月閉店）

## かつて手がけた事業
小僧寿しフランチャイジー
小僧寿し本部とのフランチャイズ契約解消後は「季咲楽」事業（福岡県・山口県・島根県）
マルワランド
小倉南区の平尾台にあったレジャー施設。跡地は「平尾台自然の郷」の一部となっている。